# El Mina, Mauritania
El Mina este o comună din Nouakchott, Mauritania, cu o populație de 95.011 locuitori.